# Кота, Фернандо
Фернандо Велазко Кота (англ. Fernando Velazko Cota; 20 июня 1946 — 14 октября 1984, Сан-Хосе, штат Калифорния, США) — американский преступник, который был основным подозреваемым в совершении как минимум 6 убийств девушек и женщин на территории города Сан-Хосе в течение нескольких месяцев 1984 года. 14 октября 1984 года во время попытки задержания Кота совершил самоубийство, выстрелив себе в голову.

## Биография
О ранних годах жизни Фернандо Кота известно крайне мало. Известно, что Фернандо родился 20 июня 1946 года на территории США. В середине 1960-х Кота был призван в Армию США. После прохождения обучения на одной из баз, расположенной на территории США, Фернандо был отправлен на войну во Вьетнаме, где принимал участие в военных действиях и получил звание сержанта. После демобилизации Кота вернулся в США, где вскоре женился на девушке, которая впоследствии родила ему нескольких детей. В начале 1970-х он начал демонстрировать патологически повышенное половое влечение, вследствие чего был замечен в проявлении девиантного поведения по отношению к девушкам и женщинам. В начале 1970-х годов, Кота вместе с семьёй проживал на территории города Эль-Пасо (штат Техас). В 1975 году он совершил нападение на медсестру, в ходе которого связал, вымыл её после чего изнасиловал. Через несколько дней он отправил жертве записку, в которой говорилось: «Извини за наш спор. Все ещё люблю тебя» (англ. «Sorry for the argument we had. Still loving you.»). За совершение этого преступления Кота был осуждён и приговорён к 20 годам лишения свободы. После осуждения, его жена развелась с ним. В последующие годы за время заключения он прошёл несколько программ по реабилитации преступников осуждённых за совершение сексуальных преступлений и заслужил репутацию образцового заключённого, вследствие чего получил условно-досрочное освобождение и вышел на свободу 29 сентября 1983 года. После освобождения Фернандо Кота покинул территорию штата Техас и переехал в город Сан-Хосе (штат Калифорния), где он нашёл жилье рядом с Университетом штата Калифорния и работу оператора персонального компьютера в компании «Aydin Microwave Inc.», где он вскоре был замечен в проявлении странного и эксцентричного поведения по отношению к женщинам-коллегам.
Вечером 14 октября 1984 года, белый фургон Фернандо Кота был замечен сотрудниками дорожной полиции примерно в пятнадцати милях к северу от Сан-Хосе, который хаотично петлял на шоссе 101. После остановки фургона офицеры полиции, усомнившись во вменяемости водителя, потребовали Фернандо предъявить документы и дать осмотреть внутренние помещения фургона. Однако Кота проигнорировал их требования. Он достал пистолет 22-го калибра и начал кричать: «Убейте меня! Убейте меня! Я очень болен. Если вы не убьете меня, я убью себя!» (англ. «Kill me! Kill me! I’m very sick. If you don’t kill me, I’ll kill myself!»), после чего совершил самоубийство, выстрелив себе в нёбо. Внутри фургона, в ходе осмотра был обнаружен деревянный ящик, в котором находился труп молодой девушки, руки которой были связаны цепью и веревкой. Погибшая была идентифицирована как 21-летняя Ким Данхэм, которая пропала без вести днём ранее, 13 октября. Девушка была задушена и перед смертью была подвергнута избиению и изнасилованию. Из одежды на ней было только нижнее бельё и чулки. Убийство Ким Данхэм и «признание» Фернандо Коты побудили полицию начать расследование других убийств девушек и установить причастность Коты к совершению этих преступлений.

## Расследование
После смерти Фернандо Кота, полиция получила ордер на обыск его апартаментов. В квартире, которую снимал Кота, следователи обнаружили небольшой чулан размером 60 на 100 см, где Кота прикрепил к стенам металлические скобы, через которые были протянуты веревки и цепи. По версии следствия, преступник держал своих скованных наручниками жертв похищения в этом чулане и наблюдал за их страданиями через глазок, просверленный в двери. На стенах внутри чулана детективы обнаружили множество отпечатков пальцев, которые впоследствии были отправлены на дактилоскопическую экспертизу с целью установления личностей жертв. Также в квартире Коты были найдены женские блузки, шесть пар женской обуви и собственноручно сделанные им объявления о поиске квартиранток, которые Кота развешивал на территории кампуса Университета штата Калифорния, предлагая местным студенткам снимать комнату в его квартире в нескольких минутах ходьбы от университета. В ходе расследования в список потенциальных жертв Фернандо Коты попали шесть девушек, которые были убиты с сентября по октябрь 1984 года. Все они были задушены, зарезаны или избиты до смерти. Косвенными свидетельствами причастности Коты к совершению этих убийств послужили найденные в его фургоне нож и обрезок стальной трубы, которые могли использоваться в качестве орудий убийств.
В списке потенциальных жертв числятся нижеследующие лица.
- 21-летняя Таня Зак, сотрудница банка «County Bank and Trust», которая пропала без вести 27 августа по дороге с работы в банке домой в Сан-Хосе, после того, как в её автомобиле закончился бензин. Тело Тани Зак было найдено в овраге недалеко от Лос-Гатоса 15 сентября того же года, причиной её смерти стала черепно-мозговая травма.
- 21-летняя Келли Ралстон, студентка Университета штата Калифорния, которая имела коричневый пояс по карате. Девушка была обнаружена зарезанной в своей своей съёмной квартире на следующий день после исчезновения Тани Зак. 56-летняя Гвендолин Хоффман, которая пропала без вести 10 сентября. Её муж нашёл записку от имени похитителя, в которой говорилось: «Никому не звоните. Мы свяжемся с вами». Однако на связь никто не вышел, а труп женщины был обнаружен на следующий день в багажнике её автомобиля, который находился на расстоянии мили от её дома. Гвендолин Хоффман погибла от удушения, убийца задушил её проволокой, которую оставил на теле жертвы.
- 19-летняя Лори Ли Миллер которая пропала без вести 26 сентября, за три дня до своего 20-летия. В последний раз Миллер была замечена покидающей свою квартиру, расположенную недалеко от университета. Через 10 дней её тело нашли задушенным недалеко от дороги в юго-восточной части города.
- 29-летняя Тереза Сандер, которая считалась пропавшей без вести с 16 сентября 1984 года. Её труп был найден 30 сентября в заброшенном двухэтажном доме, расположенном в центре Сан-Хосе недалеко от университета; причиной её смерти стала черепно-мозговая травма. Отмечается, что Лори Ли Миллер проживала в доме, расположенном по соседству с домом, где проживал Фернандо Кота, а тело Терезы Сандер было найдено на расстоянии квартала от её дома[6][7][8].

Несмотря на то, что впоследствии следствие не смогло найти очевидных доказательств причастности Фернандо Коты к совершению этих убийств, из числа подозреваемых он в конечном итоге исключён не был.